# Даріо Конка
Даріо Леонардо Конка (ісп. Darío Leonardo Conca; нар. 11 травня 1983, Хенераль-Пачеко) — аргентинський футболіст, півзахисник.

## Кар'єра
На юнацькому рівні грав за «Тігре» та «Рівер Плейт». У дорослій команді «Рівера» не закріпився, тому віддавався в оренду в різні клуби: спочатку в «Універсідад Католіка», у складі якого став чемпіоном Чилі, потім у «Росаріо Сентраль», «Васко да Гаму» та «Флуміненсе». У розіграші Кубка Лібертадорес 2008 року «Флуміненсе» вперше у своїй історії вийшов у фінал міжнародного турніру, Конка був одним із ключових гравців свого клубу. Незабаром після цього «Флуміненсе» викупив права на Конку у «Рівера». У сезоні 2010 року Конка став найкращим гравцем чемпіонату Бразилії, забивши 9 голів та віддавши 18 гольових передач. У грудні 2010 року він продовжив контракт із «Флуміненсе» до 2015 року.

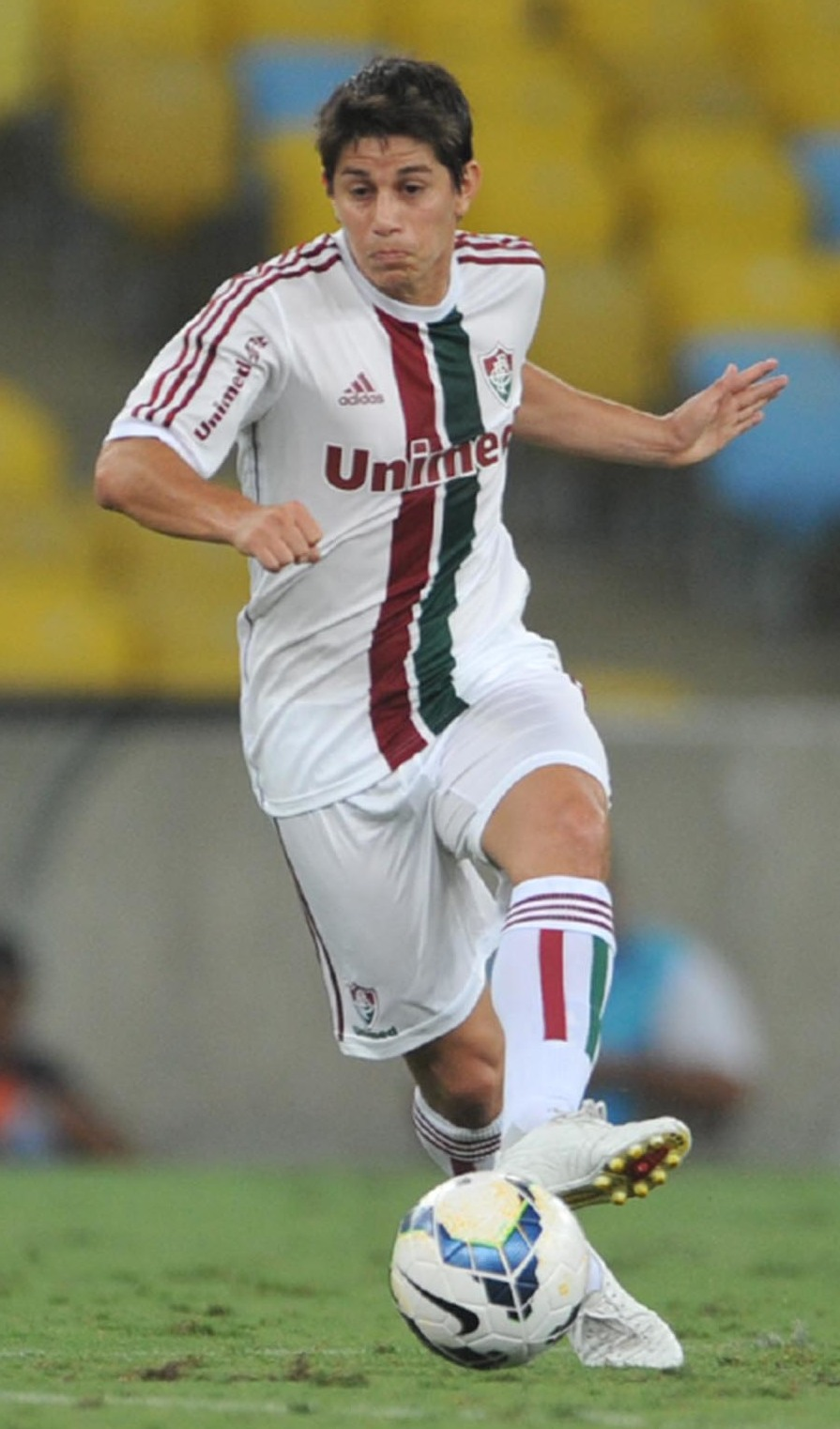
Даріо Конка під час виступів за «Флуміненсе». 2014 рік.

2 липня 2011 року Конка перейшов до китайського клубу «Гуанчжоу Евергранд», підписавши контракт на 3,5 роки. Сума трансферу склала 10 млн. євро, що стало рекордом для китайського футболу. На думку китайських ЗМІ, заробітна плата гравця склала 38,54 млн євро за 2,5 роки (близько 15,4 млн на рік), у цьому випадку, на той момент вона була найбільшою в історії футболу
29 листопада 2012 року самовільно залишив розташування клубу. Футболіст розраховував повернутися у «Флуміненсе», проте клубам не вдалося домовитися про трансфер. 3 січня 2013 року Конка повернувся до Китаю, де провів ще один рік. Відзначився 8 голами у матчах Ліги чемпіонів АФК, Конка став другим найкращим бомбардиром турніру і допоміг «Гуанчжоу» вперше стати чемпіоном змагань. Перемога у фіналі стала першим випадком, коли китайський клуб виграв трофей після 23-річної перерви. Також аргентинець провів усі три матчі за «Гуанчжоу Евергранд» на клубному чемпіонаті світу 2013 року і забив два голи, ставши разом з трьома іншими гравцями найкращим бомбардиром турніру. Загалом у 99 іграх за клуб Конка забив 54 голи і зробив 37 результативних передач.
У сезоні 2014 року Конка знову виступав за «Флуміненсе», після чого повернувся до Китаю, ставши гравцем клубу «Шанхай СІПГ», де провів два роки.
3 січня 2017 року «Фламенго» орендував Конку. Оренда була розрахована до грудня 2017 року.
24 вересня 2018 року Конка підписав контракт із новоствореним клубом «Остін Болд» з Чемпіонату ЮСЛ, другого за рівнем дивізіону США. 18 квітня 2019 року «Остін Боулд» розірвав контракт із Конкою за взаємною згодою сторін .
23 квітня 2019 року Даріо Конка оголосив про завершення футбольної кар'єри .

## Досягнення

### Клубні
«Універсідад Католіка»
- Чемпіон Чилі (1): Клаусура 2005[en]

«Флуміненсе»
- Чемпіон Бразилія: 2010
- Фіналіст Кубка Лібертадорес: 2008

«Гуанчжоу Евергранд»
- Чемпіон Китаю: 2011, 2012, 2013
- Володар Кубка Китаю: 2012[13]
- Володар Суперкубка Китаю: 2012
- Переможець Ліги чемпіонів АФК: 2013

«Фламенго»
- Переможець Ліги Каріока: 2017

### Індивідуальні
- Найкращий футболіст бразильської Серії А за версією вболівальників[en]: 2009, 2010[14]
- Найкращий футболіст бразильської Серії А[en]: 2010[14]
- У символічній збірній бразильської Серії А[en]: 2010[14]
- Володар бразильського Золотого м'яча: 2010
- Володар бразильського Срібного м'яча: 2010
- У символічній збірній Китайської Суперліги: 2012, 2013, 2015
- У символічній збірній Ліги чемпіонів АФК: 2013
- Футболіст року у Китаї[en]: 2013
- Найкращий гравець Кубка Китаю: 2013

## Особисте життя
З 2007 року зустрічається із Паулою Араухо. 15 березня 2012 року в Гуанчжоу народився їхній син Бенжамін. Їх другий син Браян народився в Шанхаї 18 березня 2016 року.